# Una storia del West
Una storia del West (titolo originale: The Chisholms) è una serie televisiva western, prodotta negli Stati Uniti dal 1979 al 1980 e tratta dal romanzo The Chisholms: A Novel Of The Journey West, di Evan Hunter, creatore della fiction assieme a David Dortort.

La serie, diretta da Mel Stuart ed Edward M. Abroms, vedeva come protagonisti Robert Preston, Rosemary Harris, Ben Murphy, Jimmy Van Patten, Brian Kerwin, Brett Cullen, Stacey Nelkin, Delta Burke e Susan Swift.
Della fiction fu prodottia inizialmente una miniserie in quattro episodi, che, negli Stati Uniti andarono in onda dal 19 marzo all'aprile 1979, a cui fecero seguito altri nove episodi, andati in onda dal 19 gennaio al 15 marzo 1980.

In Italia la serie fu trasmessa dalla RAI.

## Trama
Protagonista delle vicende, che si svolgono nel 1844, è la famiglia Chisholms, composta da Hadley Chisholm (Robert Preston, dalla moglie Minerva (Rosemary) e dai figli Will (Ben Murphy, Bo (Jimmy Van Patten) , Gideon (Brian Kerwin/Brett Cullen), Bonnie Sue (Stacey Nelkin/Delta Burke) e Annabell (Susan Swift).

I Chisholms, guidati dal capocarovana Cooper Hawkins (Mitchell Ryan), devono affrontare un lungo viaggio in carovana dalla Virginia al Wyoming (episodi della prima stagione) e poi dal Wyoming a Sacramento (episodi della seconda stagione), dove si troveranno di fronte a difficoltà d'ogni genere e saranno colpiti dalla tragedia della morte di Annabell, uccisa dagli indiani.

## Backstage
- I primi episodi sono stati girati nel Bent's Old Fort National Historic Site, vicino a La Junta, nel Colorado sud-orientale[1]